# Bayerske Rigskreds
Den Bayerske Rigskreds (tysk: Bayerischer Reichskreis) var en rigskreds i det tysk-romerske rige.
Den klart mest betydningsfulde stat i kredsen var hertugdømmet Bayern (senere Kurfyrstendømmet Bayern, fulgt af Oberpfalz, Ærkebispedømmet Salzburg og den frie rigsstad Regensburg.